# Flash (álbum de Jeff Beck)
Flash es el cuarto álbum de estudio del guitarrista británico Jeff Beck, publicado por Epic Records en 1985. Alcanzó la posición número 39 en la lista estadounidense Billboard 200.

## Lista de canciones
| N.º | Título                                 | Duración |  |
| 1.  | «Ambitious»                            | 4:38     |  |
| 2.  | «Gets Us All in the End»               | 6:06     |  |
| 3.  | «Escape»                               | 4:41     |  |
| 4.  | «People Get Ready» (feat. Rod Stewart) | 4:54     |  |
| 5.  | «Stop, Look and Listen»                | 4:27     |  |
| 6.  | «Get Workin'»                          | 3:35     |  |
| 7.  | «Ecstasy»                              | 3:31     |  |
| 8.  | «Night After Night»                    | 3:42     |  |
| 9.  | «You Know, We Know»                    | 5:35     |  |

## Listas de éxitos
| Año  | Lista                    | Posición |
| ---- | ------------------------ | -------- |
| 1985 | Swedish albums chart     | 27       |
| 1985 | New Zealand albums chart | 34       |
| 1985 | Billboard 200            | 39       |
| 1985 | Dutch albums chart       | 43       |
| 1985 | German albums chart      | 60       |